# Белью, Эдриан
Эдриан Белью (Э́йдриан Белу́; англ. Adrian Belew, имя при рождении — Роберт Стивен Белу́ англ. Robert Steven Belew, 23 декабря 1949) — американский гитарист и вокалист (иногда также барабанщик, пианист и бас-гитарист). Более всего известен участием в прог-рок-группе King Crimson, к которой присоединился в 1981 году. Кроме того он выпустил несколько сольных альбомов на Island Records и Atlantic Records и работал со многими другими музыкантами (Дэвид Боуи, Nine Inch Nails, Жан Мишель Жарр, Фрэнк Заппа). В 2005 году он номинировался на Грэмми за лучшее представление в жанре инструментального рока. Играл с такими знаменитыми исполнителями как Фрэнк Заппа, Дэвид Боуи, Talking Heads и King Crimson. Его первым инструментом был барабан, на котором он играл в школьном оркестре. С появлением The Beatles Роберт открыл для себя гитару и начал пробовать сочинять песни. В конце 60-х и начале 70-х он оттачивал своё мастерство, играя в различных кавер-группах, наибольшую известность из которых получили Denems и Sweetheart. В 2013 году присоединился к американской индастриал-рок-группе Nine Inch Nails.
В 2016-м году мультфильм студии Pixar «Песочник» с музыкой Белью получил премию Оскар.
В настоящее время выступает с коллективом Adrian Belew Power Trio.

## Сольная дискография
- Lone Rhino (1982)
- Twang Bar King (1983)
- Desire Caught By the Tail (1986)
- Mr. Music Head (1989)
- Young Lions (1990)
- Desire of the Rhino King (1991)
- Inner Revolution (1992)
- Here (1994)

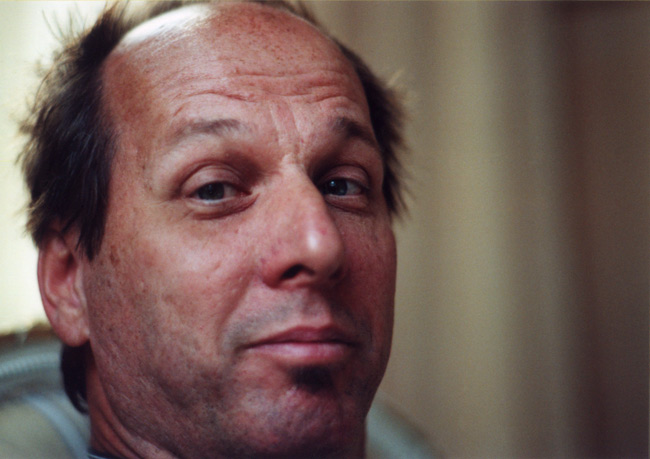
2000 год

- The Guitar as Ochestra: Experimental Guitar Series, Vol. 1 (1995)
- Acoustic Adrian Belew (1995)
- Op Zop Too Wah (1997)
- Belew Prints: The Acoustic Adrian Belew, Vol. 2 (1998)
- Salad Days (1998)
- Coming Attractions (2000)
- Stereotype Be (2001, with Kevin Max)
- Raven Songs 101 (2004, with Kevin Max)
- Side One (2005)
- Side Two (2005)
- Side Three (2006)
- e (2009)
- Pop-Sided (2019)
- Elevator (2022)